# تشيسانوفا
تشيسانوفا (بالإنجليزية: Chiesanuova)‏ هي بلدية في سان مارينو، بلغ عدد سكانها 1٬097 نسمة، في 2013، تبلغ مساحتها 5٫46 كيلومتر مربع، رمزها البريدي هو RSM-47894.

## الموقع
تشترك في الحدود مع:
- فيورنتينو
- فيروكيو
- سان ليو
- سان مارينو المدينة
- Sassofeltrio [الإنجليزية]‏.